# Estoril Open 2010
Estoril Open 2010 — тенісний турнір, що проходив на відкритих кортах з ґрунтовим покриттям. Це був 21-й за ліком Estoril Open серед чоловіків і 14-й - серед жінок. Належав до категорії 250 у рамках Туру ATP 2010, а також до категорії International у рамках Туру WTA 2010. І чоловічі, і жіночі змагання відбулись на Національному стадіоні в Оейраші (Португалія). Тривав з 3 до 9 травня 2010 року.

## Учасники

### Сіяні учасники
| Гравець               | Країна    | Рейтинг* | Сіяний |
| --------------------- | --------- | -------- | ------ |
| Роджер Федерер        | Швейцарія | 1        | 1      |
| Іван Любичич          | Хорватія  | 15       | 2      |
| Гаель Монфіс          | Франція   | 18       | 3      |
| Альберт Монтаньєс     | Іспанія   | 31       | 4      |
| Гільєрмо Гарсія-Лопес | Іспанія   | 42       | 5      |
| Флоріан Маєр          | Німеччина | 48       | 6      |
| Хуан Ігнасіо Чела     | Аргентина | 55       | 7      |
| Пабло Куевас          | Уругвай   | 56       | 8      |

- Рейтинг подано станом на 26 квітня 2010.

### Інші учасники
Нижче наведено учасників, які отримали вайлд-кард на участь в основній сітці:
- Руї Мачадо
- Гаель Монфіс
- Leonardo Tavares

Нижче наведено гравців, які пробились в основну сітку через стадію кваліфікації:
- Пабло Андухар
- Федеріко Дельбоніс
- Марк Лопес
- Альберто Мартін

Гравці, що потрапили в основну сітку як щасливий лузер:
- Давід Марреро
- Міхал Пшисєнжний

### Відмовились від участі
Відомі гравці, що знялись зі змагань:
- Іван Любичич (left side strain)
- Гаель Монфіс (stomach)

## Учасниці

### Сіяні учасниці
| Гравчиня                | Країна     | Рейтинг* | Сіяна |
| ----------------------- | ---------- | -------- | ----- |
| Агнеш Савай             | Угорщина   | 33       | 1     |
| Сорана Кирстя           | Румунія    | 39       | 2     |
| Александра Возняк       | Канада     | 46       | 3     |
| Анабель Медіна Гаррігес | Іспанія    | 48       | 4     |
| Мелінда Цінк            | Угорщина   | 51       | 5     |
| Магдалена Рибарикова    | Словаччина | 53       | 6     |
| Пен Шуай                | Китай      | 54       | 7     |
| Сібіль Баммер           | Австрія    | 56       | 8     |

- Рейтинг подано станом на 26 квітня 2010.

### Інші учасниці
Нижче наведено учасниць, які отримали вайлд-кард на участь в основній сітці:
- Магалі де Латтре
- Марія Жуан Келер
- Мішель Ларшер де Бріту

Нижче наведено гравчинь, які пробились в основну сітку через стадію кваліфікації:
- Ніна Братчикова
- Дія Евтімова
- Івонн Мейсбургер
- Аранча Рус

Гравчиня, що потрапила в основну сітку як щасливий лузер:
- Ярміла Грот

## Фінальна частина

### Чоловіки. Одиночний розряд
Альберт Монтаньєс —  Фредеріко Жіль, 6–2, 6–7(4–7), 7–5
- Для Монтаньєса це був перший титул за сезон і 4-й за кар'єру. Він захистив свій торішній титул.

### Одиночний розряд. Жінки
Анастасія Севастова —  Аранча Парра Сантонха, 6–2, 7–5
- Для Севастової це був перший титул за кар'єру.

### Парний розряд. Чоловіки
Марк Лопес /  Давід Марреро —  Пабло Куевас /  Марсель Гранольєрс, 6–7(1–7), 6–4, [10–4]

### Парний розряд. Жінки
Сорана Кирстя /  Анабель Медіна Гаррігес —  Віталія Дяченко /  Орелі Веді, 6–1, 7–5